# Zona Franca de Barcelona
La Zona Franca de Barcelona és un polígon industrial i logístic al delta del Llobregat, entre la muntanya de Montjuïc, la Ronda del Litoral (B-10), el Far del Llobregat i el Port de Barcelona, a prop de la Marina de Sants, el Prat de Llobregat i de l'Hospitalet de Llobregat. Forma part de l'àrea administrativa Zona Franca-Port del districte de Sants-Montjuïc, i a causa de la seva situació estratègica ha esdevingut un punt de confluència d’algunes de les grans infraestructures de la conurbació de Barcelona.
La seva gestió està encomanada al Consorci de la Zona Franca de Barcelona, i és una peça clau de l'economia de Barcelona i l'àrea industrial més gran de l'Estat, amb més de tres-centes empreses instal·lades.
Hi ha un Centre d'internament d'estrangers (CIE) de l'estat espanyol del que moltes entitats han demanat el tancament per considerar que no s'hi tracten als interns correctament.

## Història
Segons Jaume Fabre i Josep Maria Huertas Claveria, va ser una proposta de la patronal Foment del Treball Nacional per a dotar al sector industrial català dels avantatges d'eliminar els aranzels per a les indústries que s'hi instal·lessin. Però sembla que va ser Ricard Alsina, el 1899, qui primer va proposar un port franc al peu de Montjuïc. El 1909, un altre projecte, de Frederic Armenter, situava el port franc al llarg de la franja costanera entre Montjuïc i el Llobregat. Tampoc va prosperar.
L'any 1915, influents personalitats del sector industrial català varen organitzar una manifestació a Barcelona per reclamar el port franc. El consorci va ser creat el 1916, i per mitjà d'una Llei l'11 de maig de l'any 1920 –la Ley de expropiación de terrenos para los puertos francos de Barcelona y Santander– l'Estat espanyol va expropiar la zona de la Marina que pertanyia a L'Hospitalet de Llobregat, que incloïa la punta final del riu Llobregat i el far del Llobregat, en actiu, 947,62 hectàrees amb 70 cases de pages, per a construir un port franc en els territoris que ara pertanyen a l'Autoritat Portuària de Barcelona.

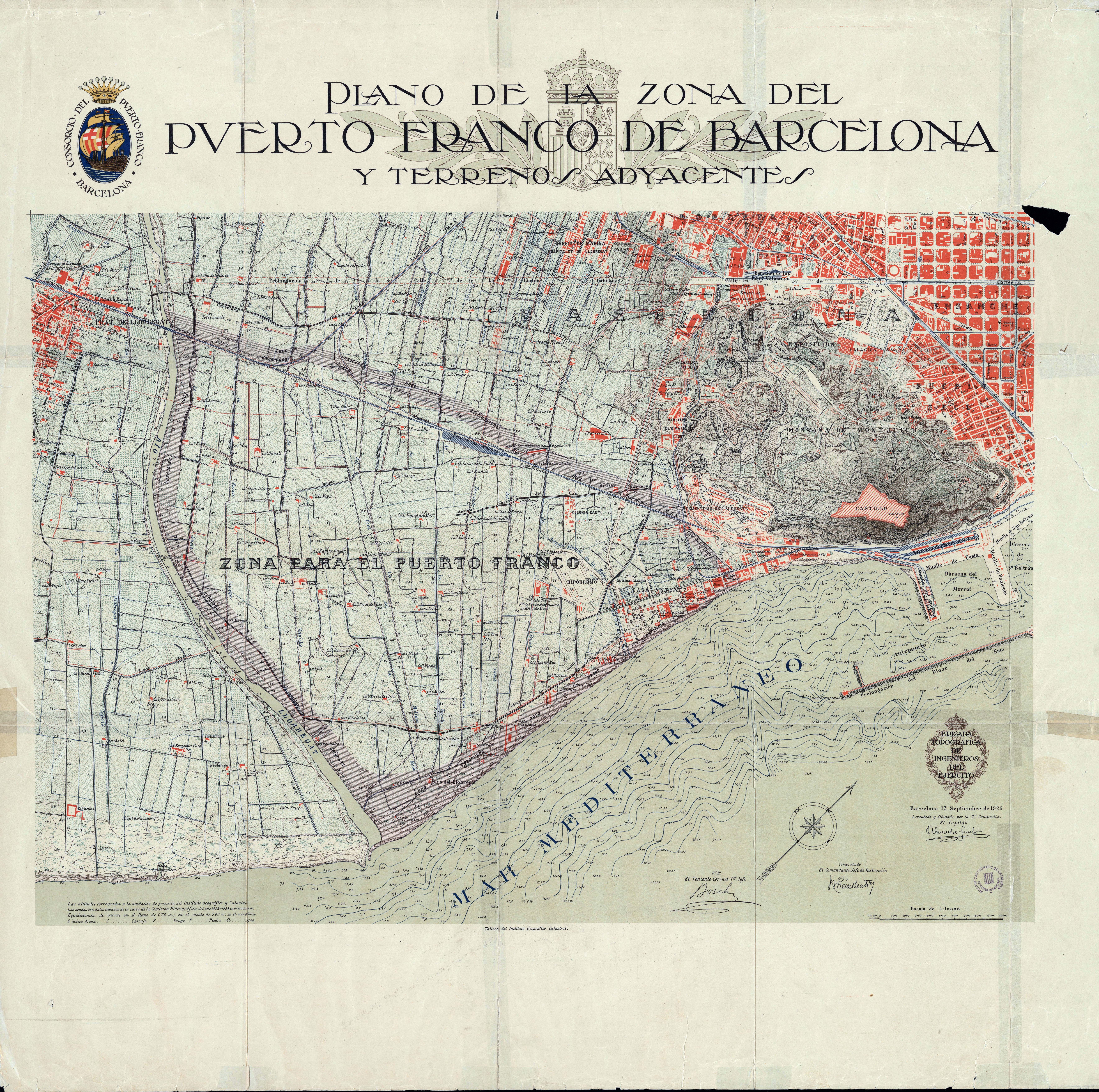
Plànol de 1926

L'any 1926 va començar l'explotació industrial-comercial. Inicialment, fou anomenat Zona Neutral, Port Franc i Dipòsit Franc. Només va esdevenir realment actiu vers 1936 i la seva màxima expansió data dels anys 1960, quan s'hi va crear un polígon industrial sense cap avantatge duaner. L'empresa SEAT (Sociedad Española de Automóviles de Turismo) va instal·lar-hi el seu principal centre de fabricació i l'any 1967 s'hi va instal·lar el centre d'abastiments Mercabarna.